# Geo TV
Geo TV is een Pakistaanse televisiezender die in mei 2002 is opgericht. De eigenaar van de zender is de Independent Media Group. De testuitzending van de zender begon op 14 augustus 2002 en de officiële opening van de zender was op 1 oktober 2002. De naam Geo is Urdu voor "leef".
Geo TV was de eerste zender van de Geo Television Group en sindsdien zijn er meerdere andere televisiezenders gelanceerd:
- GEO Entertainment - Een zender waarop met name Urdu televisieseries, films en muziek worden uitgezonden.
- GEO News - Een Urdu nieuwszender met naast nieuws ook praatprogramma's over politiek en actuele onderwerpen.
- GEO Tez - Een nieuwszender met voornamelijk headlines die elk kwartier worden uitgezonden.
- GEO Super - Op deze zender worden sportwedstrijden uitgezonden, voornamelijk cricket.
- Aag TV - Een entertainment zender met programma's gericht op de jeugd.